# 평화

올리브 가지를 문 흰비둘기는 평화의 상징이다.

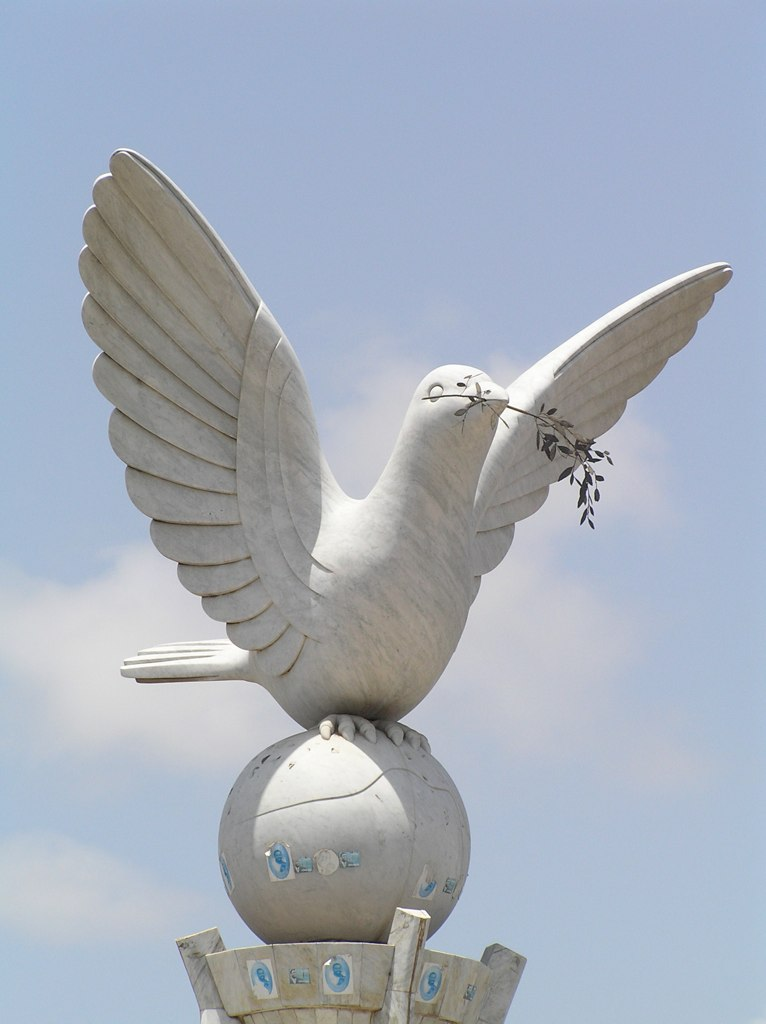
아프리카의 로메, 토고에 있는 평화의 동상. 비둘기와 올리브 가지는 평화와 관련된 가장 흔한 상징이다.

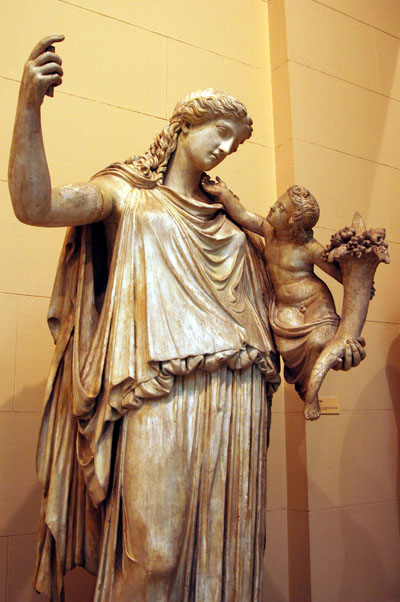
아이레네 동상, 고대 그리스 종교에서 평화의 여신, 유아 플루토스와 함께.

평화(平和, 영어: peace)는 좁은 의미로는 '전쟁을 하지 않는 상태'이지만 현대 평화학에서는 평화를 '분쟁과 다툼이 없이 서로 이해하고, 우호적이며, 조화를 이루는 상태'로 이해한다. 인류가 목표로 하는 가장 완전(完全)한 상태이다. 평화는 적대감과 폭력의 부재에서 사회적 우정과 화합의 개념이다. 사회적 의미에서, 평화는 일반적으로 갈등의 부족을 의미하는데 사용된다.  (전쟁과 같은) 그리고 개인이나 집단간의 폭력에 대한 두려움으로부터의 자유를 의미한다. 역사를 통해, 지도자들은 다양한 형태의 합의나 평화 조약을 통해 지역 평화나 경제 성장을 이룬 일종의 행동적 자제를 확립하기 위해 평화조약과 외교를 사용해 왔다. 그러한 행동 규제는 종종 갈등의 감소, 더 큰 경제적 상호작용, 그리고 결과적으로 상당한 번영을 가져왔다.
"심리적 평화" (평화로운 사고와 감정과 같은)는 잘 정의되지는 않았지만, 종종 "평상 평화"를 확립하는 데 필요한 전제조건 중 하나이다.  평화로운 행동은 때때로 "평화로운 내적 기질"에서 비롯된다.  어떤 사람들은 평화는 일상 생활의 불확실성에 의존하지 않는 내면의 평온함이라는 어떤 특성으로 시작될 수 있다는 믿음을 표현했다. 자신과 타인을 위한 그러한 "평화로운 내부적 처분"의 획득은 달리 화해할 수 없어 보이는 경쟁적 이해관계를 해결하는데 기여할 수 있다. 평화는 설레면 행복하지만, 설레는 상태가 아니라 마음이 고요하고 만족스러울 때 평화가 온다.

## 구분

평화 기호(☮)는 핵무기 반대 마크이지만 평화의 마크로 더 많이 사용된다.

요한 갈퉁(노르웨이어: Johan Galtung, 1930년 ~ , 노르웨이의 평화학자)은 그의 저서 《평화적 수단에 의한 평화》에서 평화를 직접적인 폭력이 없는 상태인 소극적 평화와 갈등을 비폭력적 방식으로 해결하는 적극적 평화로 구분하였다.

### 소극적 평화
전통적 의미에서 평화는 ‘전쟁의 부재’, ‘세력의 균형' 상태로 설명된다. 인류 역사상 평화의 시기는 거의 존재하지 않았거나, 극히 짧았다(30년 전쟁, 12년 전쟁, 그리고 소소한 수많은 전쟁을 고려해 보았을 때). 그러므로 단순히 전쟁이 없는 상태를 유지하려면 타인으로부터 공격당하지 않기 위한 전쟁 억지력이 반드시 필요하다. 즉, 소극적 평화는 강자가 폭력으로 약자를 억누름으로써 유지되는 평화, 비판적으로 말한다면 평화유지를 명분으로 약자의 저항을 억누르는 폭력(Pax Romana, Pax Americana)이 소극적 평화이다. 그래서 비폭력주의 교회의 하나인 후터라이트 교회의 장로인 요한 크리스토프 아놀드는 소극적 평화는 약자의 목을 조르면서 "조용히 해. 평화를!"이라고 윽박지르는 가짜 평화라고 비판했다.

### 적극적 평화
마하트마 간디는 평화를 단순히 전쟁이 없는 상황이 아니라, 정의가 구현된 상황으로 보았다. 같은 맥락에서 마틴 루서 킹 목사는 "진정한 평화는 단지 긴장이 없는 상태만을 말하는 것이 아니라, 정의가 실현되는 것을 말한다"라고 말했다. 스위스의 진보적 사회학자인 장 지글러도 테러리스트들의 대부분이 가난과 좌절로 인해 사회에 대한 불만이 많은 빈민 출신이라는 사실을 근거로 평화는 테러와의 전쟁이 아닌, 사람이 사람답게 사는 사회가 건설될 때에 실현될 수 있다고 지적한다.
대부분의 종교에서 평화는 적극적으로 이루어야 하는 목표이다. 예를 들어 유대교는 십계명을 통해 살인하지 말라고 가르친다. 요즘 이스라엘이 팔레스타인 군인 및 민간인을 대상으로 한 국가 방위 수준을 넘어선 무차별 살상과 인권침해행위에 대해 십계명이 제대로 지켜지고 있지 않다는 비판이 있다.

## 다양한 평화의 의미

### 살람(Salaam)
이슬람에서 인사할 때에는 이마에 손바닥을 대고 ‘살람’이라고 인사하면 된다. 무슬림의 교리에 따르면 인간은 처음 태어날 때 ‘이슬람(Islam)' 상태로 태어난다. 이슬람 상태는 사랑으로 충만하고, 평화롭고, 나쁜 생각으로 더럽혀지지 않은 상태를 뜻한다. 그 뒤, 인간이 갖는 증오와 미움, 공격적인 성향은 사탄(Shaytan)의 영향이며, 수양으로 극복해야 할 대상이다.

### 내적 평화
평화는 신체와 마음, 영혼의 상태로도 해석된다. 'Sevi Regis'에 따르면 내적 평화에 필요한 요소는 ‘평온(restfulness), 조화(harmony), 균형(balance), 평정심(equilibrium), 장수(longevity), 정의(justice), 결단력(resolution), 시간에 구애받지 않음(timelessness), 만족(contentment), 자유(freedom), 성취(fulfillment)’이다.

### 자연, 우주와의 조화
중부 아프리카 그레이트 레익스(Great Lakes) 지역의 원주민들은 평화를 킨도키(kindoki)라고 부른다. 이는 인간 사이의 조화뿐 아니라 인간과 자연, 우주의 조화를 뜻하는 보다 넓은 개념으로 사용된다.
- 아프리카에서 국가의 구분은 인위적이고 작위적이어서 사회/문화적 개념으로 사용하기 힘들다. Great Lakes 지역은 콩고와 부룬디, 르완다를 포함한다.

### 용서와 화해
그리스도교적인 평화주의 사상가인 데스몬드 투투 성공회 대주교는 《용서없이 미래없다》(홍성사 刊)에서 아프리카에는 다른 사람의 잘못을 용서할 수 있는 너그러움을 뜻하는 우분투(Ubuntu)라는 전통이 있다고 설명한다. 그 근거로 남아프리카 공화국의 인종차별이 법으로는 종식된 이후 진행된 과거사 청산은 우분투 전통에 의해 인종차별 시대 당시 백인정권에 의해 자행된 반인권적인 폭력의 가해자들이 죄를 고백하면 사법적인 면책을 허용하는 정직과 용서 위주로 진행되었다. 이러한 노력은 남아프리카 공화국이 인종차별로 인한 갈등을 해소함으로써 남아프리카 공화국에 평화가 정착되게 하였다.

### 없거나 혹은 어디에나 있는 것
어떤 이들은 평화란 정확히 정의할 수 없는 개념이라고 말한다. ‘언젠가 이루어야 할’, 또는 ‘지켜내야 할’ 평화는 없으며, ‘유토피아’, ‘행복’과 같이 개념으로만 존재할 뿐이라는 설명이다. 대신에 그들은 모두의 평범한 일상에서 소소한 평화를 만들고 확장할 것을 주장한다. 즉 평화는 어떤 고정된 의미가 아니며, 일상에서 항상 다른 의미로 존재한다.

### 성서에서 말하는 평화
구약성서에서는 평화라는 말로 샬롬이라는 말을 쓴다. 샬롬은 모든 사람을 위한 전쟁과 갈등의 종식, 평안과 구원을 뜻하는데, 개인과 개인, 사람과 국가, 하느님과 인간의 관계에 적용된다. 더 나아가 샬롬은 정의와도 관련이 있는데, 이는 평화가 정의로운 인간관계를 통해 이루어지기 때문이다. 여기에는 자신의 원수까지도 사랑하고 그를 위해 평화와 안정을 기원하는 보편적인 사랑도 포함된다. 신약성서에서는 예수 그리스도를 평화의 상징이자, 평화를 위한 도구로 그리고 하느님의 평화를 담고 있는 존재로 해석하고 있으며, 그리스도의 십자가와 성육신을 통해 만물의 화해와 일치가 이루어졌다고 고백한다.

## 평화 순위
보통 평화는 무형의 개념으로 생각되지만, 많은 단체들은 평화를 계량화하려고 노력하고 있다. 경제 평화 연구소가 발표하는 세계 평화 지수는 그런 노력중 하나로, 평화의 존재/부재에 따라 나라들을 23개의 지표로 평가한다. 가장 최근의 지수는 158개의 나라를 내적, 외적의 평화로 순위를 매긴다. 2012년 자료에 따르면, 아이슬란드가 세계에서 가장 평화로운 나라이고, 소말리아는 제일 평화롭지 않은 나라이다. 평화 기금의 실패한 국가 지수는 폭력과 불안정의 위험에 집중하여 177개의 나라를 평가한다. 이 지수는 12개의 사회경제적, 정치적, 군사적 지표로 나라가 얼마나 취약한지에 따라 순위를 매긴다. 2012년 자료는 가장 취약한 나라는 소말리아이고 가장 안정적인 나라는 핀란드라고 보고했다. 메릴랜드 대학교는 평화와 분쟁 불안정성 레저 (Peace and Conflict Instabilty Ledger)를 발표한다. 이 레저는 3년동안의 정치적 불안정과 무력분쟁에 집중하여 5개의 지표로 163개의 나라를 평가한다. 가장 최근의 레저에 따르면 슬로베니아가 가장 평화로운 나라이고 아프가니스탄은 가장 분쟁이 많은 나라이다. 이밖에도 이코노미스트 인텔리전스 유닛과 조지 메이슨 대학교 등 많은 단체들이 평화를 계량화하려는 지표를 발표한다.

## 어원학

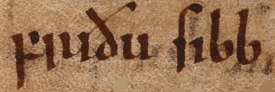
"평화"라는 단어가 영어 사전으로 들어오기 전에 앵글로색슨인들은 '평화의 맹세'를 위해 'friðus sibb'라는 문구를 사용했다.

'평화'라는 용어는 가장 최근에 "평화, 화해, 침묵, 합의" (11세기)를 의미하는 영불 페스와 고대 프랑스 페스에서 유래했다.  앵글로-프랑스 용어 자체는 "평화, 콤팩트, 합의, 평화 조약, 평화, 적대감의 부재, 화합"을 의미하는 라틴어 pax에서 유래했다. 이 영어 단어는 1300년경부터 히브리어 샬롬을 번역한 것으로 다양한 개인적인 인사에서 사용되었는데, 유대 신학에 따르면, 이 단어는 '완전하게, 전체로'를 의미하는 히브리어 동사에서 유래했다. 비록 '평화'가 일반적인 번역이지만, 아랍어 살람과 같은 뜻인 '샬롬'은 평화 외에도 정의, 건강, 안전, 안녕, 번영, 형평, 안전, 행운, 그리고 친근함뿐만 아니라 단순히 인사인 "안녕"과 "안녕"을 의미하는 여러 가지 다른 의미를 가지고 있기 때문이다. 개인적인 차원에서, 평화로운 행동은 친절하고, 사려 깊고, 존중하고, 정의롭고, 다른 사람들의 믿음과 행동에 관용적이며, 호의적인 경향이 있다.
평화에 대한 이 후자의 이해는 또한 1200년경의 유럽의 참고 문헌에서 발견되었듯이, 자신의 마음 속에 "평화롭게" 있는 것과 같이, 개인의 자기 자신에 대한 내성적인 감각이나 개념과도 관련될 수 있다. 초기 영어 용어는 또한 "조용하다"라는 의미로 사용되었는데, 이는 다툼을 피하고 평온을 추구하는 가족이나 집단의 관계에 대한 차분하고, 평온하고, 명상적인 접근을 반영한다.
많은 언어에서 평화를 뜻하는 단어는 인사나 작별 인사로 사용되기도 하는데, 예를 들어 하와이 단어 알로하와 아랍어 단어 살람이 그렇다. 영어에서 평화라는 단어는 때때로 작별 인사로 사용되는데, 특히 죽은 사람을 위한 용어로, 안식을 위한 용어로 사용된다.
볼프강 디트리히는 저서 "평화 연구의 팔그레이브 국제 핸드북" (2011)으로 이끈 그의 연구 프로젝트에서, 전 세계의 다른 언어와 지역에서 평화의 다른 의미들을 지도화한다. 나중에, 그의 역사와 문화의 평화 해석 (2012)에서, 그는 평화의 다른 의미들을 다섯 개의 평화 가족으로 분류한다: 에너지/조화, 도덕/정의, 현대/안보, 포스트모던/진실, 그리고 이전 네 가족과 사회의 긍정적인 측면을 종합한 트랜스레이셔널을 의미하기도 한다.

## 역사

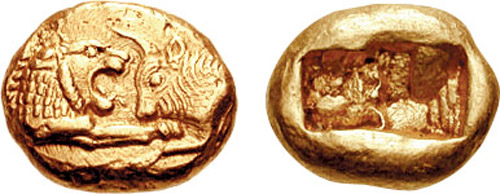
사자와 황소를 묘사한 크로이소스 기원전 550년의 크로이소스 동전– 리디아와 그리스 간의 동맹을 부분적으로 상징한다.

고대와 더 최근에, 다른 나라들 사이의 평화적인 동맹은 왕실 결혼을 통해 성문화되었다. 기원전 800년경 헤르모디케 1세와 기원전 600년경 헤르모디케 2세는 아가멤논 왕가의 그리스 공주로, 지금의 중앙 튀르키예에서 온 왕들과 결혼했다. 프리기아/리디아와 아이올리아 그리스인의 결합은 지역 평화를 가져왔으며, 이는 고대 그리스에 획기적인 기술력의 이전을 촉진시켰다; 각각 다음과 같은데, 음성 문자 및 동전 주조(주화 가치가 국가에 의해 보장되는 토큰 통화를 사용하는 경우) 두 발명품 모두 주변국들에 의해 추가적인 무역과 협력을 통해 빠르게 채택되었고 문명의 진보에 근본적인 도움이 되었다.
역사를 통틀어 승자는 때때로 패배자에게 평화를 강요하기 위해 무자비한 수단을 사용해왔다.로마의 역사가 타키투스는 그의 저서 아그리콜라에서 로마의 탐욕과, 탐욕에 대한 웅변적이고 악랄한 논쟁을 담고 있다. 하나는, 타키투스가 말한 칼레도니아 족장 칼가쿠스의 말인데, 그 끝은: "Auferre trucidare rapere falsis nominibus imperium, atque ubi solitudinem faciunt, pacem appellant." (파괴하고, 도살하고, 거짓된 칭호로 찬탈하는 것을 제국이라 부르고, 사막을 만드는 것을 평화라 부른다. — 옥스퍼드 수정 번역)이다.
그러므로 평화에 대한 논의는 그것의 형태에 대한 논의이다. 그것은 단순히 대규모 조직적인 살육의 부재인가, 아니면 평화는 특정한 도덕과 정의를 필요로 하는가? (정당한 평화)
평화는 적어도 두 가지 형태로 보여져야 한다:
- 무기의 단순한 침묵, 전쟁의 부재
- 전쟁의 부재는 정의, 상호 존중, 법률 및 선의와 같은 용어로 특징지어지는 상호 관계의 해결을 위한 특별한 요건을 수반한다.

보다 최근에는 사법 제도의 급진적인 개혁을 옹호하는 사람들이 비형벌적이고 비폭력적인 복원적 사법 방법의 공공 정책 채택을 요구하고 있다. 회복적 정의에 관한 유엔 작업 그룹을 포함하여 이러한 방법의 성공을 연구하는 많은 사람들은 평화와 관련된 용어로 정의를 다시 정의하려고 시도했다. 2000년대 후반부터, 정의를 더 큰 평화 이론에 개념적으로 통합하는 능동적 평화 이론이 제안되었다. (보관됨 26 7월 2011 - 웨이백 머신)
평화에 대한 또 다른 국제적으로 중요한 접근법은 분쟁 발생 시 문화재에 대한 국제적, 국가적, 지역적 보호이다. 유엔, 유네스코, 블루쉴드 인터내셔널은 문화유산의 보호를 다루고 있다. 이는 유엔 평화유지군의 통합에도 적용된다. 이리나 보코바 유네스코 사무총장은 다음과 같이 말했다: "문화와 유산의 보호는 복원력, 화해, 평화를 위한 길을 열어주는 인도적, 안보적 정책이다." 문화유산의 보호는 특히 민감한 문화적 기억, 증가하는 문화적 다양성, 그리고 국가, 지방 자치체 또는 지역의 경제적 기반을 보존해야 한다. 많은 분쟁에서 상대방의 문화유산을 파괴하려는 의도적인 시도가 있다.문화 이용자 혼란이나 문화유산과 도주 원인 사이에는 연관성이 있다. 그러나, 보호는 지역 주민들과 함께 군부대와 민간 인력의 근본적인 협력과 훈련을 통해서만 지속 가능한 방식으로 시행될 수 있다. 카를 폰 합스부르크 블루 실드 인터내셔널 회장은 "지역 공동체와 지역 참여자가 없다면, 그것은 완전히 불가능하다"라는 말로 요약했다.

## 단체 및 경품

### 국제 연합

평화유지 임무. 짙은 파란색 영역은 현재의 임무를, 밝은 파란색 영역은 이전의 임무를 나타낸다.

유엔(UN)은 국제법, 국제 안보, 경제 개발, 사회 진보, 인권, 세계 평화 실현을 위한 협력을 촉진하는 것을 목적으로 하는 국제 기구이다. 유엔은 제2차 세계 대전 이후 1945년 국제 연맹을 대체하고, 국가 간의 전쟁을 중단하며, 대화의 장을 제공하기 위해 설립되었다.
유엔은 유엔 안전보장이사회의 승인 이후 최근 무력충돌이 중단되거나 중단된 지역에 평화유지군을 파견해 평화협정 조항을 이행하고 전투원들의 적대행위 재개를 저지한다. 유엔이 독자적인 군대를 유지하지 않기 때문에, 평화유지군은 유엔 회원국들에 의해 자발적으로 제공된다. "블루 헬멧"이라고도 불리는 이 군대는 군사 훈장 대신 국제 훈장으로 간주되는 국제 연합 훈장을 수여받는다. 평화유지군은 전체적으로 1988년에 노벨 평화상을 받았다.

### 경찰
국경 내에서 국내 평화를 위한 국가의 의무는 일반적으로 경찰과 다른 일반적인 국내 치안 활동에 부과된다. 경찰은 법을 집행하고, 시민의 생명, 자유, 소유물을 보호하고, 범죄와 시민 무질서를 막기 위해 국가가 권한을 부여한 조직이다. 그들의 힘은 체포의 힘과 합법적인 무력 사용을 포함한다. 이 용어는 주권국가의 경찰력과 가장 일반적으로 연관되어 있으며, 주권국가의 경찰력을 관할하는 주권국가의 경찰력을 의미한다. 경찰력은 종종 외국 침략자들로부터 국가를 방어하는 데 관여하는 군과 다른 조직으로부터 분리된 것으로 정의된다; 그러나 헌병대는 민사경찰을 담당하는 군부대이다. 경찰력은 보통 세금을 통해 자금을 조달하는 공공 부문 서비스이다.

### 국가 안보
국가의 평화와 안전을 위해 외국의 위협과 침략에 대비하는 것은 국가 안보의 의무이다.  국가 불안의 잠재적 원인으로는 다른 국가의 행동(예: 군사 또는 사이버 공격), 폭력적인 비국가 행위자(예: 테러 공격), 마약 카르텔과 같은 조직화된 범죄 집단, 그리고 자연 재해(예: 홍수, 지진)의 영향 등이 있다.:v, 1–8 초국가적일 수 있는 불안정의 체계적인 동인은 기후 변화, 경제적 불평등과 주변화, 정치적 배제, 군사화를 포함한다. 광범위한 위험의 관점에서, 평화 보존과 국가 안보는 경제 안보, 에너지 안보, 물리적 안보, 환경 안보, 식량 안보, 국경 안보, 사이버 보안을 포함한 몇 가지 차원을 가지고 있다. 이러한 차원은 국력의 요소와 밀접한 관련이 있다.

### 국제 연맹
국제 연합의 주요 선구자는 국제 연맹이었다. 1919년 파리 강화 회의에서 만들어졌으며, 제1차 세계 대전 당시 우드로 윌슨과 다른 이상주의자들의 주장에서 나왔다. 국제연맹의 규약은 1919년 베르사유 조약에 포함되었다. 제2차 세계 대전의 결과로 해체되고 유엔에 의해 대체될 때까지 제네바에 기반을 두었다. 1920년대 리그에 대한 높은 희망은 널리 있었다, 예를 들어, 국제 연맹 회원들 사이에서 1930년대에 연맹이 나치 독일, 파시스트 이탈리아, 일본의 도전에 대응하려고 애쓰면서 광범위한 환멸에 자리를 내주었다.
국제 연맹의 가장 중요한 학자 중 한 명은 알프레드 에크하르트 짐머른 경이었다. 길버트 머레이와 플로렌스 스타웰과 같은 다른 영국 동맹 애호가들처럼, 그는 고전을 연구하면서 이 일을 하게 되었다.
국제연맹의 창설과 국제문제에 대한 정통한 여론에 대한 희망 (예를 들어, 제1차 세계 대전 동안 민주적 통제를 위한 연합에 의해 표현되었음), 또한 제1차 세계 대전 이후 뉴욕의 외교 관계 위원회와 런던의 채텀 하우스에 있는 왕립 국제 문제 연구소와 같은 국제 문제를 이해하는 데 전념하는 기관들이 창설되었다.동시에 국제 관계에 대한 학문적 연구가 전문화되기 시작했다. 1919년 웨일스 애버리스트위스에서 우드로 윌슨(Woodrow Wilson)의 이름을 딴 최초의 국제정치학 교수가 탄생했다.

### 올림픽 경기 대회
19세기 말 노벨 평화상, 로도스 장학금, 카네기 국제 평화 기금, 그리고 궁극적으로 국제 연맹의 설립을 이끈 평화에 대한 이상주의자들의 옹호 또한 고대 올림픽의 이상을 재등장시켰다. 피에르 드 쿠베르탱이 이끄는 이 대회는 1896년 제1회 근대 올림픽의 개최로 절정에 달했다.

### 노벨 평화상

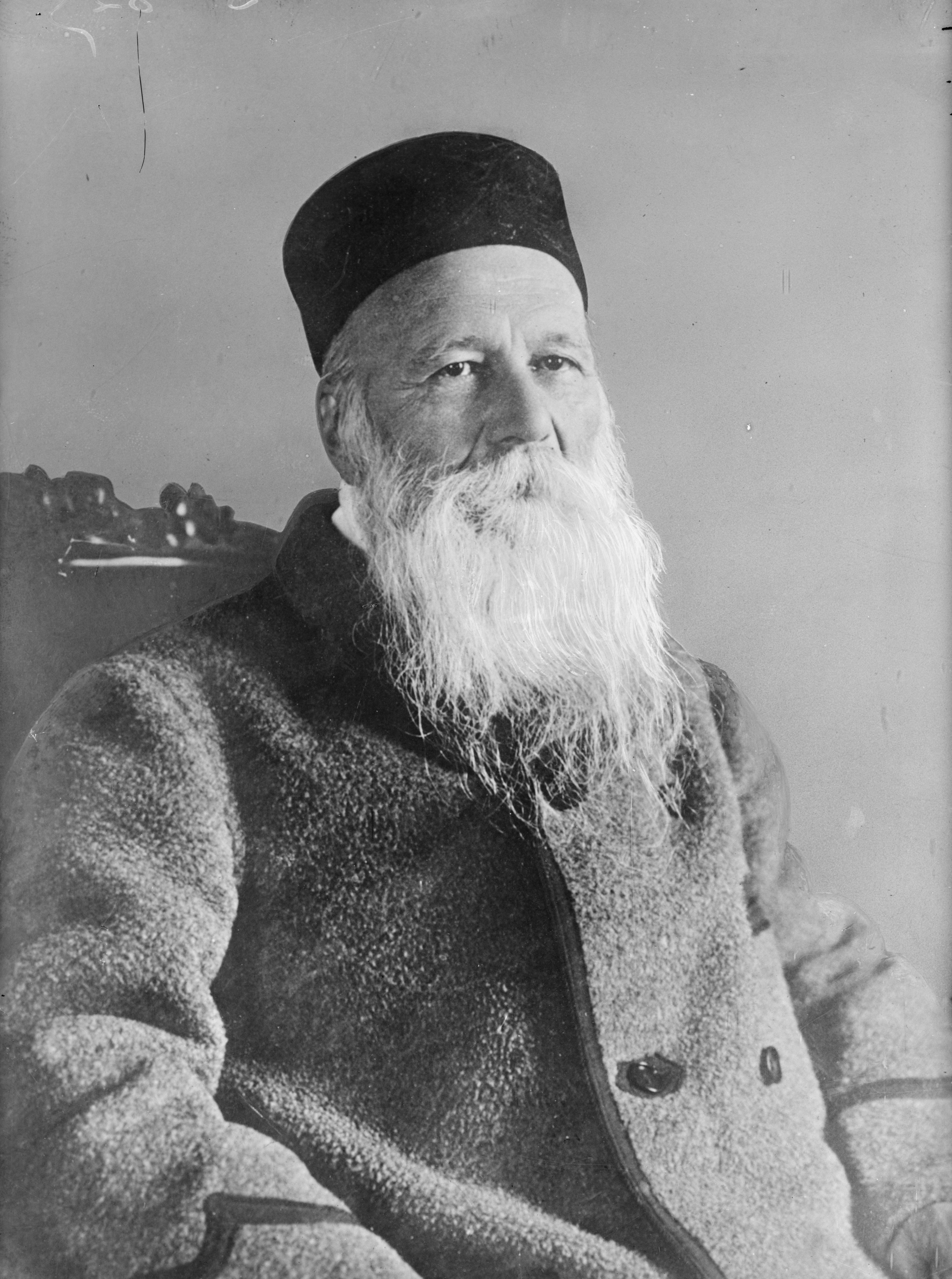
헨리 듀넌트는 국제 적십자사를 설립하는 데 그의 역할로 사상 최초의 노벨 평화상을 수상했다.

노벨 평화상 수상자는 1901년부터 노르웨이 노벨 위원회가 수여하는 노벨 평화상이다. 이 상은 알프레드 노벨의 유언에 따라 매년 국제적으로 저명한 인물들에게 수여된다. 노벨의 유언에 따르면, 평화상은 "...국가 간 우애, 상비군의 폐지 또는 축소, 평화회의 개최 및 홍보를 위해 가장 또는 가장 훌륭한 일을 한 사람"에게 수여된다.

### 로즈, 풀브라이트, 슈바르츠만 장학금
세실 로즈는 1901년 미국, 독일, 대영 제국 대부분의 우수한 학생들을 위한 로도스 장학금을 만들면서 '목표는 3대 강대국 간의 이해가 전쟁을 불가능하게 만들고 교육 관계는 가장 강력한 유대 관계를 만드는 것이다'라고 썼다.로도스 장학금의 평화적 목적은 20세기 전반기에 매우 두드러졌고, 최근 몇 년 동안 로도스 가문의 관리인 도널드 마크웰 밑에서 다시 두드러졌다. 그는 전쟁과 평화의 원인에 대한 사상의 역사학자이기도 했다. 이 비전은 J. William Fullbright 상원의원이 국제적인 이해와 평화를 증진시키기 위한 풀브라이트 펠로우쉽의 목표에 큰 영향을 미쳤다. 그리고 많은 다른 국제 펠로우쉽 프로그램들을 이끌어왔다. 2013년, 스티븐 A. 슈베르만(Stephen A. Schwarzman)이 만든 중국 슈바르츠만 학자들을 포함했다.

### 간디 평화상

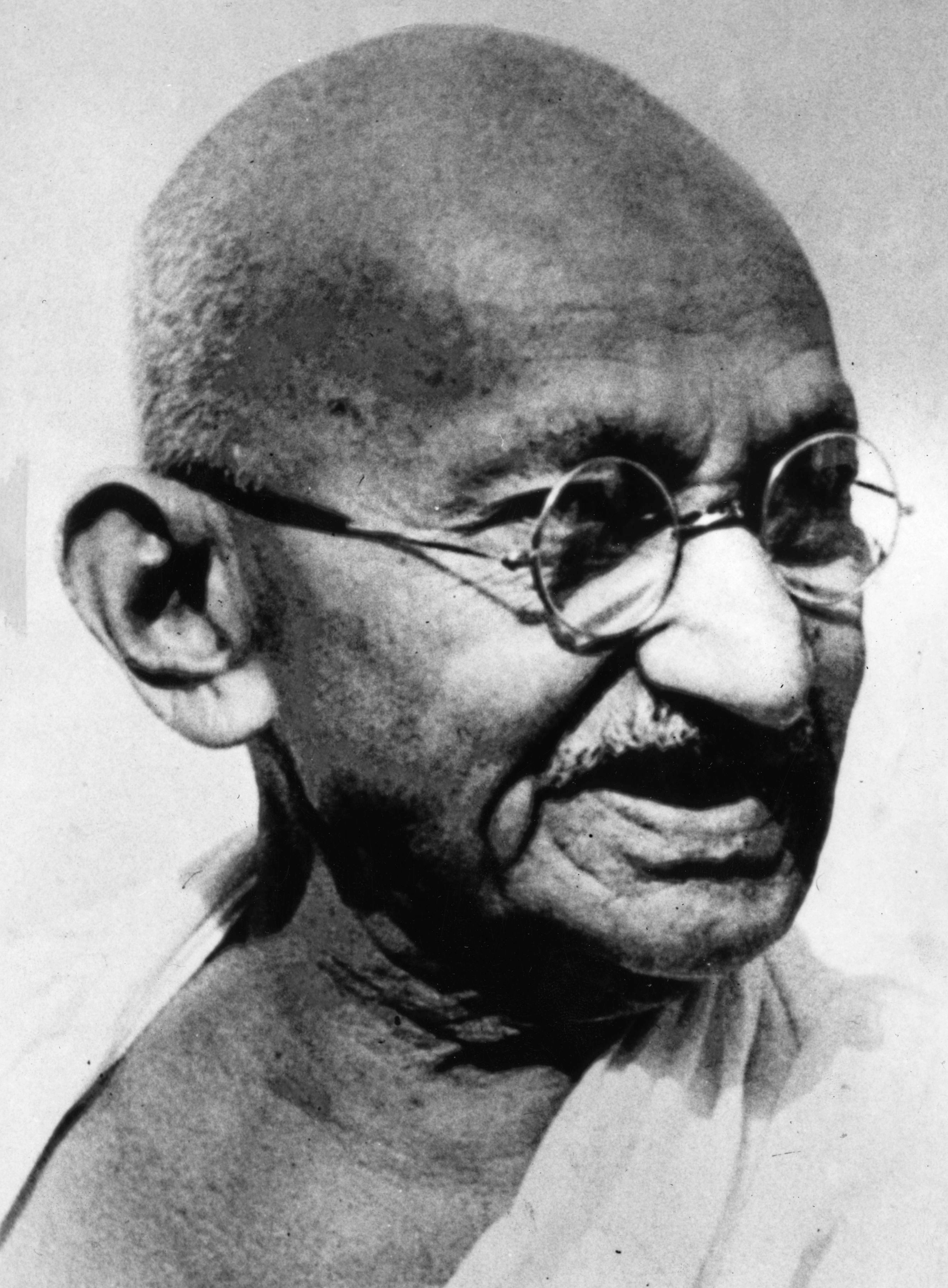
마하트마 간디의 모습

마하트마 간디의 이름을 딴 국제 간디 평화상은 매년 인도 정부에 의해 수여된다. 1995년 간디의 탄생 125주년을 맞아 간디가 내세운 이상에 대한 찬사로 출범했다. 이 상은 비폭력 및 기타 간디 방법을 통한 사회적, 경제적, 정치적 변혁에 기여한 공로를 인정받아 개인과 기관에 매년 수여하는 상이다.그 상에는 세계 어느 통화로도 바꿀 수 있는 현금 1,000만 루피와 상패와 표창장이 수여된다. 상의 자격은 국적, 인종, 종교, 성별에 관계없이 모든 사람에게 열려 있다.

### 학생 평화상
학생 평화상은 평화와 인권 증진에 중요한 기여를 한 학생 또는 학생 단체에 2년마다 수여된다.

### 평화의 문화 뉴스 네트워크
평화 문화 뉴스 네트워크(CPNN)는 평화 문화를 위한 세계 운동을 지원하는 유엔 공인 온라인 뉴스 네트워크이다.

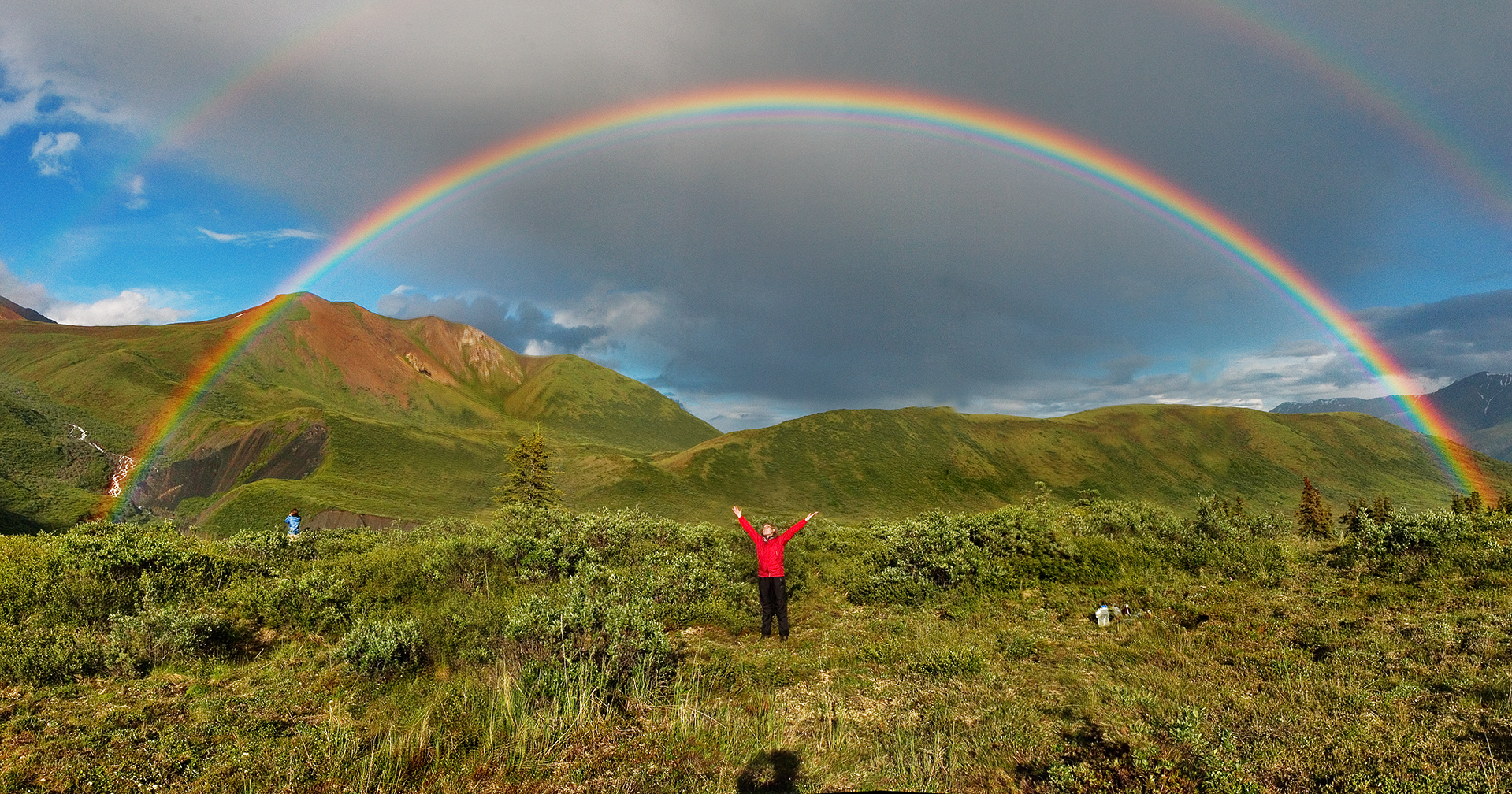
무지개: 종종 화합과 평화의 상징으로 사용된다.

### 시드니 평화상
매년 11월 첫째 주 시드니평화재단은 시드니 평화상을 수여하며, 생명과 일에 상당한 기여를 한 단체나 개인에게 수여된다.
1. 지역, 국가 또는 국제적으로 정의와 평화를 이루는 것
 2. 인권의 증진과 달성
 3. 비폭력의 철학, 언어, 실천

### 박물관
평화 박물관은 역사적인 평화 이니셔티브를 기록한 박물관이다. 많은 사람들이 비폭력 분쟁 해결을 위한 옹호 프로그램을 제공한다. 여기에는 개인, 지역 또는 국제적 수준의 충돌이 포함될 수 있다.
더 작은 기관으로는 랜돌프 본 연구소, 맥길 중동 시민사회 평화빌딩 프로그램, 국제 평화시 축제가 있다.

## 종교적 신념
종교적 신념은 종종 사람과 사회 사이의, 그리고 사회 내부의 갈등을 포함하여 인간 생활의 기본적인 문제들을 확인하고 해결하려고 한다. 고대 그리스어권 지역에서는 평화의 미덕이 에이레네 여신으로, 라틴어권 지역에서는 팍스 여신으로 의인화되었다. 그녀의 이미지는 전형적으로 고대 조각가들에 의해 완전히 성장한 여성으로 표현되었는데, 보통 풍성하고 향기로운 뿔을 가지고 있고 때로는 횃불이나 올리브 잎을 가지고 있다.

### 기독교
나사렛의 예수가 그리스도(기름 부음을 받은 자)라고 불리는 유대인 메시아라고 믿는 기독교인들은, 이사야 9장 6절을 "평화의 군주"라 불리는 예수의 메시아적 예언으로 해석한다. 누가복음에서는, 사가랴는 그의 아들 요한을 기념한다: "어린아이야, 너는 가장 높으신 분의 예언자라고 불릴 것이다. 너희는 주 앞에 나아가서 그의 길을 준비하고, 그의 백성에게 그들의 죄에 대한 용서를 빌어서 구원의 지식을 줄 것이다. 그것은 높은 곳에서 뜬 새벽이 어둠과 죽음의 그늘에 앉아 있는 사람들을 비추고, 우리를 인도하기 위해 우리를 방문할 것이다. 평화의 길에 발을 들여놓아 보렴."
평화의 증거로, 아나베티스트 기독교 전통 교회들(예: 메노파)과 성결 감리교 평화주의자들(예: 임마누엘 선교교회), 퀘이커교도들(예: 보수적 친구들)은 무저항을 실천하고 전쟁에 참여하지 않는다.
가톨릭교회에서는 교황이 묵주회에 대해 평화 증진을 위한 수단으로 자신감을 갖기 위해 지속적으로 관찰하고 있음을 보여주는 수많은 교황 문서들이 기록되어 있다.1965년 멘세마이오 회칙에서 교황 바오로 6세는 "성모에게 매우 소중하고 최고의 교황이 권하는 기도"를 실천할 것을 촉구하였으며, 1966년 회칙에서 평화를 간청하는 것으로 재확인되었듯이, 교황 바오로 6세는 1969년 10월 교황 레그렌멘시스 회칙에서 로사리오라고 밝혔다. 이는 평화의 큰 선물을 바라는 기도이기도 하다.

### 힌두교
힌두교 문헌에는 다음과 같은 구절이 있다:
하늘에도 평화, 대기에도 평화, 땅에도 평화가 있기를. 물에는 시원함이 있고, 약초에는 힐링이 있고, 나무에는 평화가 있습니다. 행성과 별에 조화가 있고, 영원한 지식에 완벽함이 있게 하소서. 우주의 모든 것이 평안하기를. 언제나 모든 곳에 평화가 퍼지게 하라. 내 마음속의 평화를 경험하게 해주세요.— 야주르 베다 36장 17절

우리 민족과 화해하고, 우리에게 낯선 사람들과 화해하자. 애쉬윈(천상의 쌍둥이)은 우리와 낯선 사람들 사이에 마음의 단결을 만들어낸다. 우리가 마음속으로 단결하고, 목적대로 단결하며, 우리 안에 있는 천령과 싸우지 않기를 바란다. 많은 사람이 죽임을 당하는 가운데, 싸움의 함성을 지르지 말고, 날이 밝을 때에 전신의 화살을 떨어뜨리지 말아라.— 야주르 베다 7.52

우월한 존재는 악을 악으로 돌리지 않는다.이것은 반드시 지켜야 할 격언 중 하나이다. 악인, 선인, 심지어 죽음을 자초하는 동물에게도 해를 끼쳐서는 안 된다. 고귀한 영혼은 다른 사람에게 상처를 주거나 잔인한 행위를 즐기는 사람들에게도 동정심을 가질 것이다... 잘못이 없는 사람은 누구인가?— 발미키, 라마야나

승리로 이끄는 전차는 다른 종류이다.
용기와 용기는 그것의 바퀴이다.
정직과 덕행이 그 기치이다.
힘, 신중함, 자제력, 자비심이 그 네 마리 말이다.
용서와 연민, 평정의 끈으로...
이 의로운 전차를 가진 자는 어디에서도 정복할 적이 없다.— 발미키, 라마야나

### 불교
불교도들은 모든 고통이 끝나면 평화를 얻을 수 있다고 믿는다. 그들은 모든 고통을 갈망(극단적인 욕심), 혐오(두려움), 또는 망상에서 비롯된 것으로 간주한다. 그런 고통을 없애고 개인의 평화를 이루기 위해,부처의 길을 따르는 사람들은 불교 철학의 중심적인 교리인 사대 진리라고 불리는 일련의 가르침을 고수한다.

### 이슬람교
이슬람은 문자 그대로 평화를 의미하는 근원어인 살람에서 유래했다. 이슬람교도들은 이슬람의 추종자라고 불린다.  쿠란은 "알라를 기억함으로써 마음이 안정되고 믿었던 사람들"이라고 분명히 말했다. 의심할 여지 없이, 알라신을 기억함으로써, 마음이 안정된다"라고 말하며, "여러분이 "스스로 띄워라"고 말할 때, "여러분들은 집합하여 공간을 만들어라"고 믿었어요. 그러면 알라가 여러분을 위해 공간을 만들어 줄 거예요."라고 말했다. "일어나라는 말씀을 듣고 일어나십시오. 알라께서는 여러분 가운데서 믿었던 자들과 지식을 얻은 자들을 차근차근 일으켜 세우실 것입니다. 그리고 알라는 당신이 하는 일을 알고 있습니다."라며 말했다.

### 유대교
유대교 전통은 유대교의 다양한 원칙과 법에서 증명된 바와 같이 하나님을 평화와 직접적으로 연관시킨다.
성경과 현대 히브리어로 평화를 뜻하는 샬롬은 유대 율법과 전통에 따라 신을 부르는 이름 중 하나이다. 예를 들어, 전통적인 유대 율법에서, 개인은 화장실에 있을 때 "샬롬"이라고 말하는 것이 금지되어 있는데, 이는 신성한 이름을 존중하는 의미에서 욕실에서 신의 이름을 말하는 것이 금지되어 있기 때문이다. 유대교의 예배와 기도는 세상에 평화를 정착시키기 위해 하나님께 기도하는 기도로 가득 차 있다. 유대교에서 매일 세 번 낭송되는 주요 기도인 슈모네 에슬레는 평화를 위한 축복으로 끝을 맺는다. 아미다라고도 알려진 슈모네 에레(Shmoneh Essreh)의 마지막 축복은 평화와 축복에 대한 탄원으로 시작하고 끝내는 평화에 초점이 맞춰져 있다.평화는 무기가 쟁기 공유로 변하고 사자가 어린 양과 함께 자는 시간인 보편적 평화와 풍요의 시간을 담고 있는 유대교 모샤이치(Moshaich)의 핵심 원칙이다. 이사야서 2장 4절과 11장 6-9절에 기록된 바와 같이:
그들은 칼을 쳐서, 공유와 창을 가지치기 갈고리로 갈 것이다.;국가는 국가에 대해 칼을 들지 않을 것이고 그들은 더 이상 전쟁을 공부하지 않을 것이다.

늑대는 어린 양과 함께 살며, 표범은 염소, 송아지, 사자와 함께 누울 것이다.; 그리고 어린 아이가 그들을 이끌 것이다. 소는 곰과 함께 먹이를 먹고, 어린 소는 함께 눕고, 사자는 소처럼 짚을 먹을 것이다. 아기는 코브라의 구멍 근처에서 놀 것이고, 어린 아이는 독사의 둥지에 손을 넣었다. 그들은 나의 거룩한 산 전체를 해치지도 않고, 파괴하지도 않을 것이다. 물이 바다를 뒤덮듯이, 땅에는 주님의 지식으로 가득할 것이다.

타나흐(히브리어 성경)에서 나온 이 마지막 비유는 메시아 시대를 갈망하는 평화가 특징지을 평화, 즉 천적, 강자와 약자, 포식자와 먹이가 조화롭게 사는 평화를 상징한다.
마이모니데스(Maimonides)에 따르면 유대인들은 유대교 신앙의 13가지 핵심 원칙 중 하나를 구성하는 메시아 시대의 도래에 대한 믿음 외에 슈모네 에슐레에서 매일 메시아 시대의 평화를 기원한다.

## 이데올로기적 신념

### 평화주의

평화주의와 가장 널리 연관되어 있는 평화표지.

평화주의는 분쟁을 해결하거나 이익을 얻기 위한 수단으로서 전쟁이나 폭력의 행동에 대한 명확한 반대이다. 평화주의는 국제 분쟁이 모두 평화적인 행동을 통해 해결될 수 있고 해결되어야 한다는 믿음에서부터 다양한 관점을 포함한다.

군대나 무기 제조업자와 같은 공격적인 행동을 제도화하는 경향이 있는 다양한 조직의 폐지를 요구하기.

어떤 식으로든 정부의 힘에 의존할 수 있는 사회 조직에 대한 반대등이 있다.

때때로 정부의 무력 사용에 반대하는 단체에는 아나키스트와 자유주의자들이 있다.

절대평화주의는 자신과 타인의 방어를 포함한 모든 상황에서 폭력적인 행동을 반대한다.

평화주의는 도덕적 원칙(치과학적 견해) 또는 실용주의(결과론적인 견해)에 기반할 수 있다.원칙적인 평화주의는 모든 형태의 폭력적인 행동이 갈등에 대한 부적절한 반응이며 도덕적으로 잘못되었다고 주장한다. 실용적 평화주의는 전쟁과 대인 폭력의 대가가 너무 크기 때문에 분쟁을 해결하는 더 나은 방법을 찾아야 한다고 주장한다.

### 내면의 평화, 명상 그리고 기도

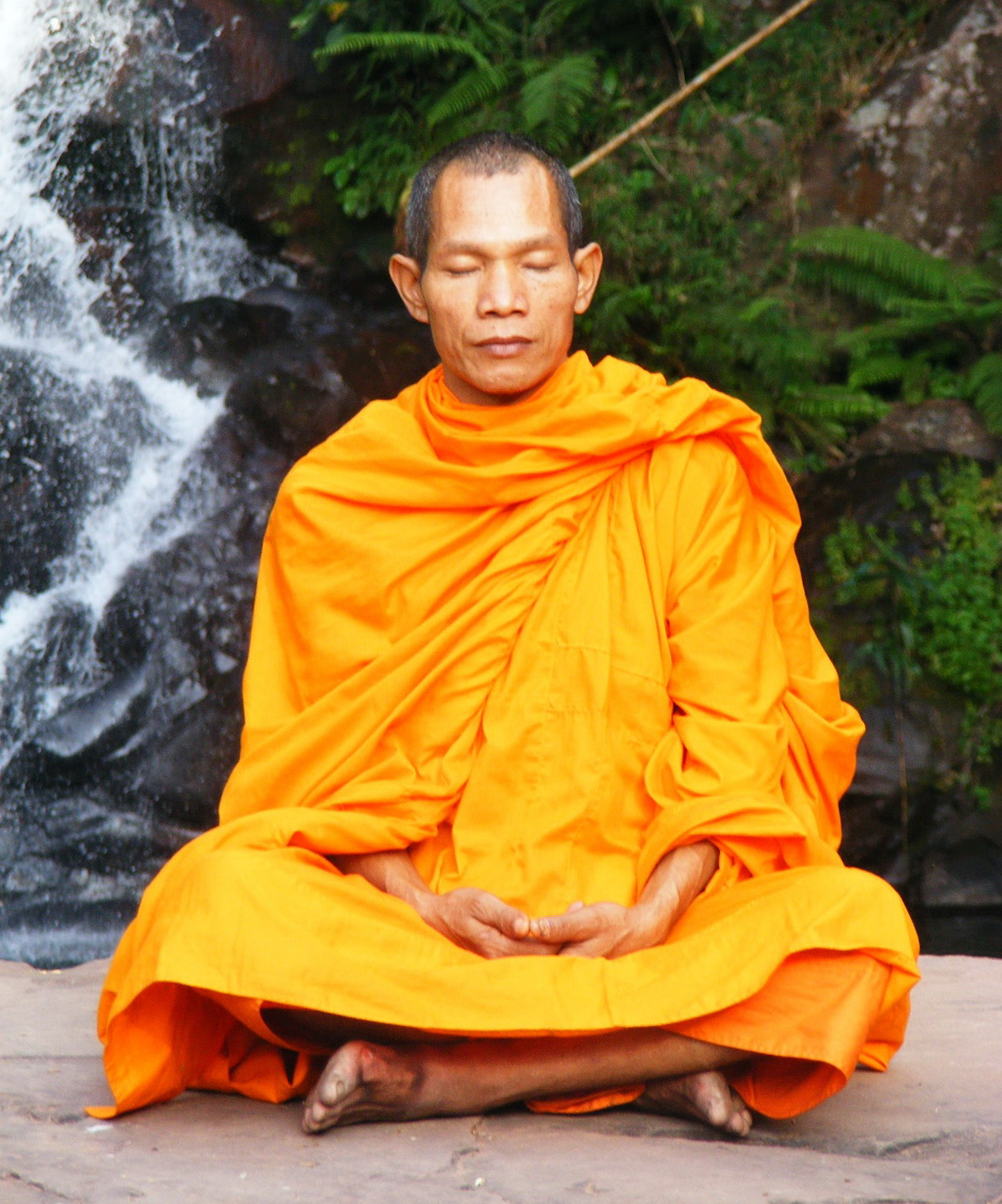
푸소이다오 국립공원 근처에서 명상 중인 스님의 모습

심리적 또는 내적 평화(內的平和, )는 명백한 불화나 스트레스에 직면하여 자신을 평정할 수 있는 충분한 지식과 이해로 내면적 또는 정신적으로 평안한 상태를 말한다. 내적으로 "평화롭게" 있는 것은 건강한 정신 상태 또는 항상성으로 간주되며 스트레스, 정신적 불안 또는 정서적으로 불안정한 것과 반대되는 것으로 간주된다. 명상 전통에서, "마음의 평화"의 심리적 또는 내적 성취는 종종 행복과 행복과 연관된다.
마음의 평화, 평온, 그리고 고요함은 스트레스의 영향으로부터 자유로운 기질을 묘사한다. 일부 명상 전통에서 내면의 평화는 다양한 종류의 명상, 기도, 타이치취안(太治u安, 타이치취안), 요가 또는 다른 다양한 유형의 정신적 또는 육체적 훈련에 의해 길러질 수 있는 의식 또는 깨달음의 상태라고 믿어진다. 그러한 많은 관습들은 이 평화를 자신을 아는 경험으로 지칭한다. 자신의 내면의 평화를 찾는 것에 대한 강조는 종종 불교, 힌두교와 같은 전통과 수도원주의 같은 일부 기독교 사색의 수행과 뉴에이지 운동과 연관된다.

### 불가침의 원칙
불가침 원칙(NAP)은 개인이나 개인의 재산에 대한 공격은 항상 개인의 생명, 자유, 재산권에 대한 부도덕한 침해라고 주장한다.  U목적을 달성하기 위해 동의 대신 기만을 이용하는 것 또한 불가침 원칙의 위반이다. 그러므로 불가침 원칙의 틀에서는 강간, 살인, 기만, 비자발적 과세, 정부 규제, 그리고 평화적인 개인에 대한 공격을 시작하는 다른 행동들은 이 원칙의 위반으로 간주된다. 이 원칙은 자유주의자들이 가장 일반적으로 고수하고 있다. 이 원칙에 대한 일반적인 엘리베이터 피치는 "좋은 아이디어는 힘을 필요로 하지 않는다."이다.

### 사티아그라하

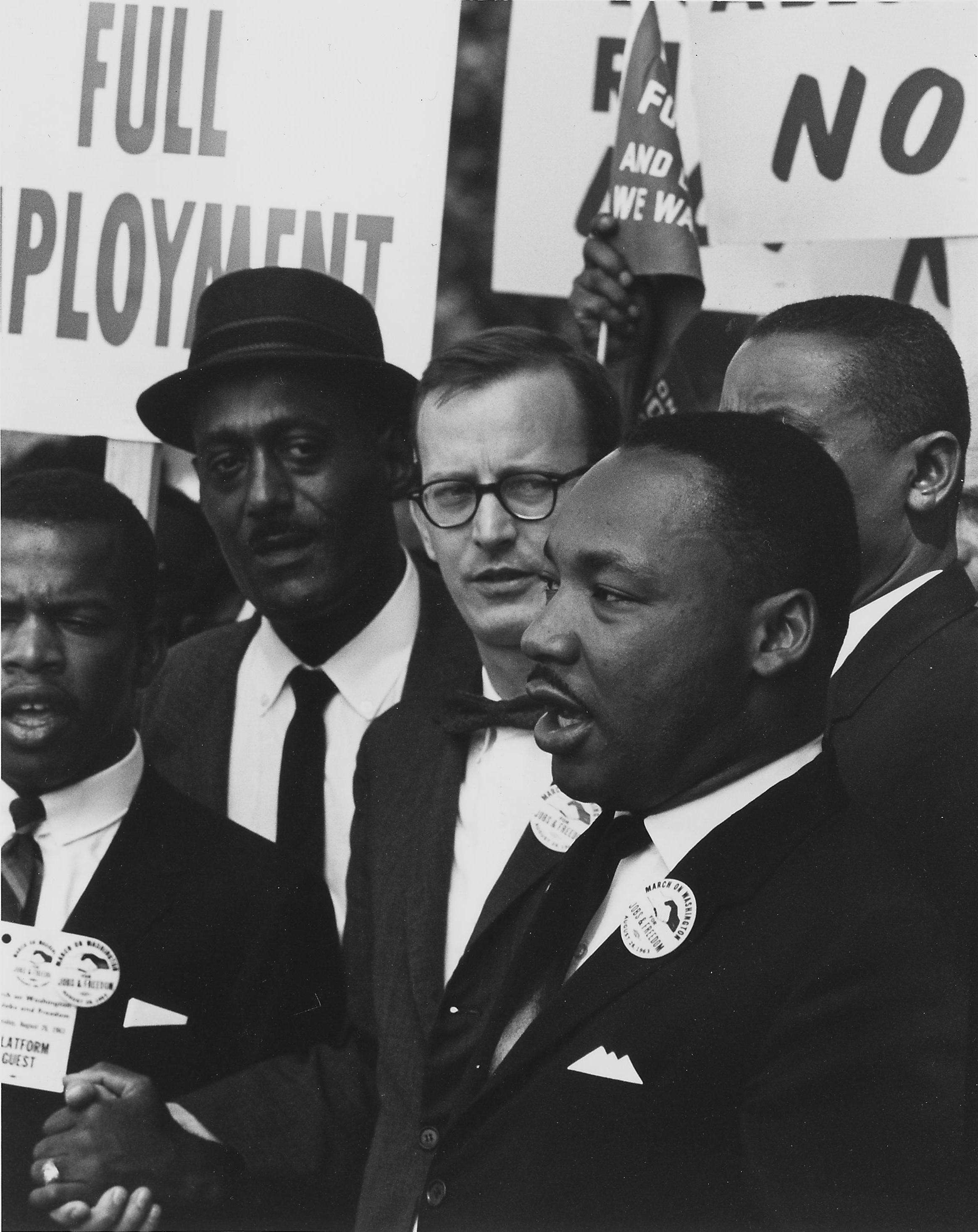
마틴 루터 킹 주니어, 워싱턴 D.C.에서 열린 시민권 행진에서 남부 기독교 지도자 회의의 의장과 민족 가톨릭 간 정의를 위한 회의의 전무 이사인 매튜 아흐만이 참석했다.

사티아그라하(Satyagraha)는 카람치와 간디가 개발한 비폭력 저항의 철학이자 실천이다.그는 인도의 독립을 위한 캠페인에 사티아그라하 기술을 배치했고, 또한 남아프리카에서 그의 초기 투쟁 동안에도 배치했다.
사티아그라하라는 단어 자체는 간디가 남아프리카공화국에서 발간한 인도어 오피니언이라는 신문을 통해 후원한 공모를 통해 만들어졌는데, 그가 자신의 비비오에 대해 말할 때 공통의 현대 힌두어, 영어 모두 자신의 의미와 의도를 충분히 표현한 단어를 포함하고 있지 않다는 것을 깨달았을 때, 분쟁에 대한 접근을 제공했습니다.간디의 자서전에 따르면, 콘테스트의 우승자는 마간랄 간디로, 그는 '사다그라하'라는 출품작을 제출했고, 간디는 이를 '사티아그라하'로 수정했다. 어원적으로, 이 힌디어 단어는 '진실-확실함'을 의미하며, 일반적으로 '진실-강직함' 또는 '진실-강직함'으로 번역된다.
사티아그라하 이론은 또한 마틴 루터 킹 주니어, 제임스 베벨, 그리고 다른 이들이 미국에서 민권 운동 동안 이끈 캠페인 동안 영향을 미쳤다. 사티아그라하 이론은 수단과 끝을 불가분의 것으로 본다. 그러므로 평화를 얻기 위해 폭력을 사용하려는 것은 모순된다. 간디가 썼듯이, "그들은 '수단'은 결국 수단이라고 말한다. 나는 '수단은 결국 모든 것이다'라고 말할 것이다. 수단으로서, 그렇게 끝이..." A. J. 머스테는 간디의 말을 인용하기도 한다: "평화를 향한 길은 없다; 평화는 길이다."

### 기념물
다음은 평화를 위한 기념물이다:
| 이름                       | 장소                                                     | 위치                    | 의미 | 이미지 |
| -------------------------- | -------------------------------------------------------- | ----------------------- | --- | ------ |
| 일본 평화의 종             | 뉴욕 시                                                  | 국제 연합               | 세계 평화 |        |
| 시간의 샘                  | 일리노이 주, 시카고                                      | 시카고 파크 구          | 미국과 영국의 100년 평화 |        |
| 프레덴스보르크 궁전        | 프레덴스보르그, 덴마크                                   | 프리드리히 4세          | 1720년 7월 3일 덴마크-노르웨이-스웨덴 간 평화 조약이 체결되었다. |        |
| 국제 평화 정원             | 노스다코타 주, 매니토바                                  | 비영리 단체             | 미국과 캐나다의 평화, 세계 평화 |        |
| 평화의 아치                | 미국과 캐나다 사이의 국경, 브리티시컬럼비아주 서리 근처. | 비영리 단체             | 1814년 겐트 조약의 체결로 영국과 미국 사이의 최초의 100년 평화에 경의를 표하기 위해 건설되었다.                                                                      |        |
| 유럽의 조각상              | 브뤼셀                                                   | 유럽 위원회             | 유럽 평화 통일 |        |
| 워터턴 빙하 국제 평화 공원 | 몬태나 주 앨버타                                         | 비영리 단체             | 세계 평화 |        |
| 일본 평화의 정원           | 프레데릭스버그, 텍사스                                   | 국립 태평양 전쟁 박물관 | 체스터 니미츠를 기리기 위해 일본인들이 미국 국민들에게 준 선물로서 폭력, 파괴, 상실의 강렬함에서 벗어나게끔 만들어졌다.                                              |        |
| 평화의 돔                  | 윈디빌 주                                                | 비영리 단체             | 많은 사람들이 지구상에 현실적이고 지속적인 의식의 변화를 창조하기 위해 공동의 이상을 향해 함께 일하고 있다. 평화롭게 사는 법을 배우기 위해 사람들이 모이는 장소이다. |        |
| 샨티 스투파                | 포카라, 네팔                                             | 일본산묘법사대승가      | 세계 80개의 평화탑 중 하나 |        |

## 이론들
평화 연구의 세계에는 "평화"에 대한 많은 다른 이론들이 존재하는데, 평화 연구는 격하, 갈등 전환, 무장 해제, 폭력 중단에 대한 연구를 포함한다. "평화"의 정의는 종교, 문화, 또는 연구 주제에 따라 달라질 수 있다.

### 힘의 균형
고전적인 "현실주의자" 입장은 국가 간 질서를 촉진하는 열쇠이다. 그래서 평화의 기회를 늘리는 행위는, 국가 간 힘의 균형 유지는 어떤 국가도 "남에게 법을 내려놓을 수 없는" 상황을 말한다. 이 견해의 주창자는 메테르니히, 비스마르크, 한스 모겐토우, 헨리 키신저 등이 있다.이와 관련된 접근법은 토마스 홉스보다 휴고 그로티우스의 전통에서 마틴 와이트가 그의 저서 "파워 폴리틱스" (1946, 1978년)와 "무정부 사회의 헤들리 불" (1977년)과 같은 소위 "국제 관계 이론의 영국 학파"에 의해 명확하게 설명되었다.
힘의 균형을 유지하는 것은 어떤 상황에서 전쟁에 대한 의지를 필요로 할 수 있기 때문에, 일부 비평가들은 힘의 균형에 대한 생각을 평화를 증진시키기보다는 전쟁을 촉진하는 것으로 보았다. 이것은 제1차 세계 대전 참전을 정당화한 연합국과 연합국의 지지자들에 대한 급진적인 비판이었다.
20세기 후반, 특히 냉전 기간 동안, 상호 핵 억지력이라는 특정한 형태의 힘의 균형이 강대국들 사이의 평화의 열쇠에 대한 널리 유지된 교리로 나타났다. 비평가들은 핵 비축의 개발이 평화보다 전쟁의 가능성을 높였고, "핵우산"이 작은 전쟁에 "안전"하게 만들었으며,(예: 프라하의 봄을 끝내기 위해 베트남 전쟁과 소련의 체코슬로바키아 침공), 그래서 그런 전쟁을 더 쉽게 만들 수 있디고 주장했다

### 자유 무역, 상호의존 및 세계화
그것은 고전적 자유주의의 중심 신조였다. 예를 들어, 19세기 후반과 20세기 초의 영국 자유주의 사상가들 사이에서, 자유 무역은 평화를 촉진시켰다.예를 들어, 케임브리지의 경제학자 존 메이너드 케인스 (1883년-1946년)는 그가 이 생각을 "키웠다"고 말했고 적어도 1920년대까지 그것을 의심받지 않았다. 제1차 세계 대전으로 이어지는 수십 년 동안의 경제 세계화 동안, 노먼 엔젤(Norman Angell)과 같은 작가들은 강대국들 사이의 경제적 상호의존의 성장이 그들 사이의 전쟁을 헛되게 만들고 따라서 가능성이 낮다고 주장했다.그는 1913년에 이 주장을 했다. A1년 후, 유럽의 경제적으로 상호 연결된 국가들은 나중에 제1차 세계 대전으로 알려지게 될 전쟁에 휘말렸다.
이러한 생각들은 20세기 말과 21세기 초의 세계화 동안 자유주의 국제주의자들 사이에서 다시 두드러지게 되었다. 이러한 생각들은 자본주의가 평화에 부합하고 심지어 도움이 되는 것으로 보아왔다.

### 민주평화론
민주평화론은 민주주의가 평화를 야기하는 이유는 민주국가의 책임, 제도, 가치, 규범 때문이라고 주장한다.

### 영토 평화론
영토평화론은 이웃 국가들 간의 영토전쟁이 권위주의적 태도와 민주주의적 가치를 무시하게 되기 때문에 평화가 민주주의를 야기한다고 가정한다.
이 이론은 이웃 국가들과의 영토 평화에 의해 국경이 정착되기 전까지는 국가들이 민주적이 되는 일이 거의 없다는 것을 보여주는 역사적 연구들에 의해 뒷받침된다.

### 전쟁 게임
평화와 전쟁 게임은 평화와 갈등 사이의 관계를 이해하기 위한 게임 이론의 접근법이다.
반복된 게임 가설은 원래 협력과 공격 전략을 연구하기 위해 학회나 컴퓨터 시뮬레이션에서 사용되었다.
시간이 지남에 따라 평화 정착자들이 부유해짐에 따라, 전쟁을 만드는 것은 처음에 예상했던 것보다 더 큰 비용이 든다는 것이 분명해졌다.더 빠르게 부를 얻은 잘 연구된 전략 중 하나는 자원을 얻기 위해 끊임없이 전쟁을 벌이는 침략자인 칭기즈 칸에 기반을 둔 것이었다. 이것은 "도발 가능한 착한 사람 전략"으로 알려진 것과 대조적으로, 공격당하기 전까지 평화를 만드는 사람이었고, 공격당했을 때 가끔 용서를 받는 것으로 개선되었다. 각 플레이어의 모든 페어별 게임 결과를 더함으로써, 여러 플레이어가 서로 협력하면서 지속적으로 공격적인 플레이어의 피를 흘리면서 부를 얻는 것을 볼 수 있다.

### 사회주의와 관리 자본주의
레닌, J.A. 홉슨, 존 스트래치 등 19세기와 20세기의 사회주의, 공산주의, 좌파 자유주의 작가들은, 자본주의가 전쟁을 일으켰다고 주장했다. (예를 들어, 국제적 갈등을 초래하는 제국적 또는 다른 경제적 경쟁들을 촉진함). 이것은 국제 사회주의가 평화의 열쇠라는 주장으로 이어졌다.
그러나 1930년대 자본주의가 전쟁을 일으켰다고 주장한 작가들에 대해 경제학자 존 메이너드 케인스(1883–1946)는 관리 자본주의가 평화를 촉진할 수 있다고 주장했다. 여기에는 재정/통화 정책의 국제적 조정, 각국의 이익을 서로 경쟁시키지 않는 국제 통화 시스템, 높은 수준의 무역 자유 등이 포함되었다. 이러한 생각들은 1944년 브레튼우즈에서 국제통화기금과 세계은행의 설립과 후에 관세와 무역에 관한 일반 협정 (이후 세계무역기구)의 설립으로 이어진 제2차 세계 대전 동안 케인스의 업적의 기초가 되었다.

### 정의와 전체
평화 연구 분야의 선구자 중 한 명인 노르웨이 이론가 요한 갈퉁의 '긍정적 평화'에 대한 가르침과 실험적인 존 울먼 칼리지의 이론가, 활동가, 실천가들로 구성된 연합체인 메인 퀘이커 그레이 콕스의 글을 빌려 "적극적 평화" 이론에 도달했다. 이 이론은 부분적으로 평화는 또한 정의와 전체를 포함하는 삼합회의 일부라고 가정한다. (또는 행복) 또한, 초기 히브리어 샬롬의 의미에 대한 경전적 학문적 해석과 일치하는 해석이 있다. 게다가, 그 컨소시엄은 평화 형성, 평화 유지, 그리고 평화 구축이라는 용어의 의미에 대한 갈퉁의 가르침을 통합했고, 또한 삼원적이고 상호의존적인 공식이나 구조에 맞도록 했다. 버몬트 퀘이커 존 5세 윌머딩은 개인, 지역사회, 사회에 적용 가능한 다섯 단계의 성장을 전제로 하는데, 먼저 이러한 종류의 문제에 대해 대부분의 사람들이 가지고 있는 '표면' 인식을 초월하여, 순종, 평화주의, 수동적 저항, 능동적 저항으로 차례로 나타나고, 마지막으로 능동적 평화로 나타나고, 스스로를 평화에 헌신하는 것이다. 왕, 평화유지군 또는 평화유지군 등이 있다.

### 국제 기구 및 법률
특히 우드로 윌슨(Woodrow Wilson이) 1919년 파리평화회의에서 국제연맹 창설을 주도한 이래 가장 영향력 있는 평화이론 중 하나는 국제법 등 국제기구를 통해 추진되고 집행되는 국제법의 성장을 통해 국가의 의도적인 무정부 상태가 대체된다면 평화가 진전될 것이라는 것이다. 국제 연맹, 국제 연합 및 기타 기능적인 국제 기구 등이 그 예이다. 이 견해의 가장 중요한 초기 지지자 중 한 명은 알프레드 에크하르트 짐머른으로, 예를 들어 1936년 그의 책 "국제연맹과 법치"에서 그러했다.

### 초국가적 연대
국제 관계에 대한 많은 "이상주의자" 사상가들 – 예를 들면 칸트와 칼 마르크스의 전통에서 평화의 열쇠는 전쟁을 일으키는 국가나 국가 사이의 분열의 선을 가로지르는 사람들(또는 사람들의 계층) 사이의 어떤 형태의 연대의 성장이라고 주장해왔다.
이것의 한 가지 버전은 학생들의 국제적인 이동성을 통해 국가들 사이의 국제적인 이해를 증진시키는 아이디어이다. – 세실 로즈와 그의 후임자인 J. 윌리엄 풀브라이트(J. William Fullbright)에 의해 가장 강력하게 추진된 아이디어이다.
또 다른 이론은 수자원의 적극적인 관리를 바탕으로 국가 간 평화가 발전될 수 있다는 것이다.

### 리오타르트 포스트모더니즘
볼프강 디트리히, 볼프강 쉬츨, 인스브루크 평화학파에 이어 일부 평화 사상가들은 평화에 대한 단일하고 포괄적인 정의를 포기했다. 오히려, 그들은 많은 평화에 대한 생각을 장려한다. 그들은 평화에 대한 유일하고 정확한 정의는 존재할 수 없기 때문에, 평화는 복수의 것으로 인식되어야 한다고 주장한다. 평화에 대한 이러한 포스트모던적 이해는 장 프랑수아 료타르의 철학에 바탕을 두었다. 그것은 보다 최근의 초이성적 평화 개념과 파생적 갈등 전환의 기초가 되었다.
2008년 디트리히는 많은 평화에 대한 자신의 접근법을 에너지, 도덕, 현대, 포스트모던, 트랜스이성적 접근이라고 불리는 다섯 가족 평화 해석으로 확대했다. 초합리성은 현대 평화에 대한 합리적이고 기계적인 이해를 정신적 서술과 정력적인 해석과 함께 관계적이고 문화적인 방식으로 통합한다. 트랜스 이성적 평화에 대한 체계적인 이해는 클라이언트 중심의 갈등 변환 방법, 이른바 파생적 접근법을 옹호한다.

## 평화의 날
평화의 날은 평화를 인정하고, 존중하고, 장려하기 위한 날로 제정되었다. 그것은 유엔 회원들에 의해 매년 기념된다.

## 연구, 순위 및 기간

### 평화 및 분쟁 연구

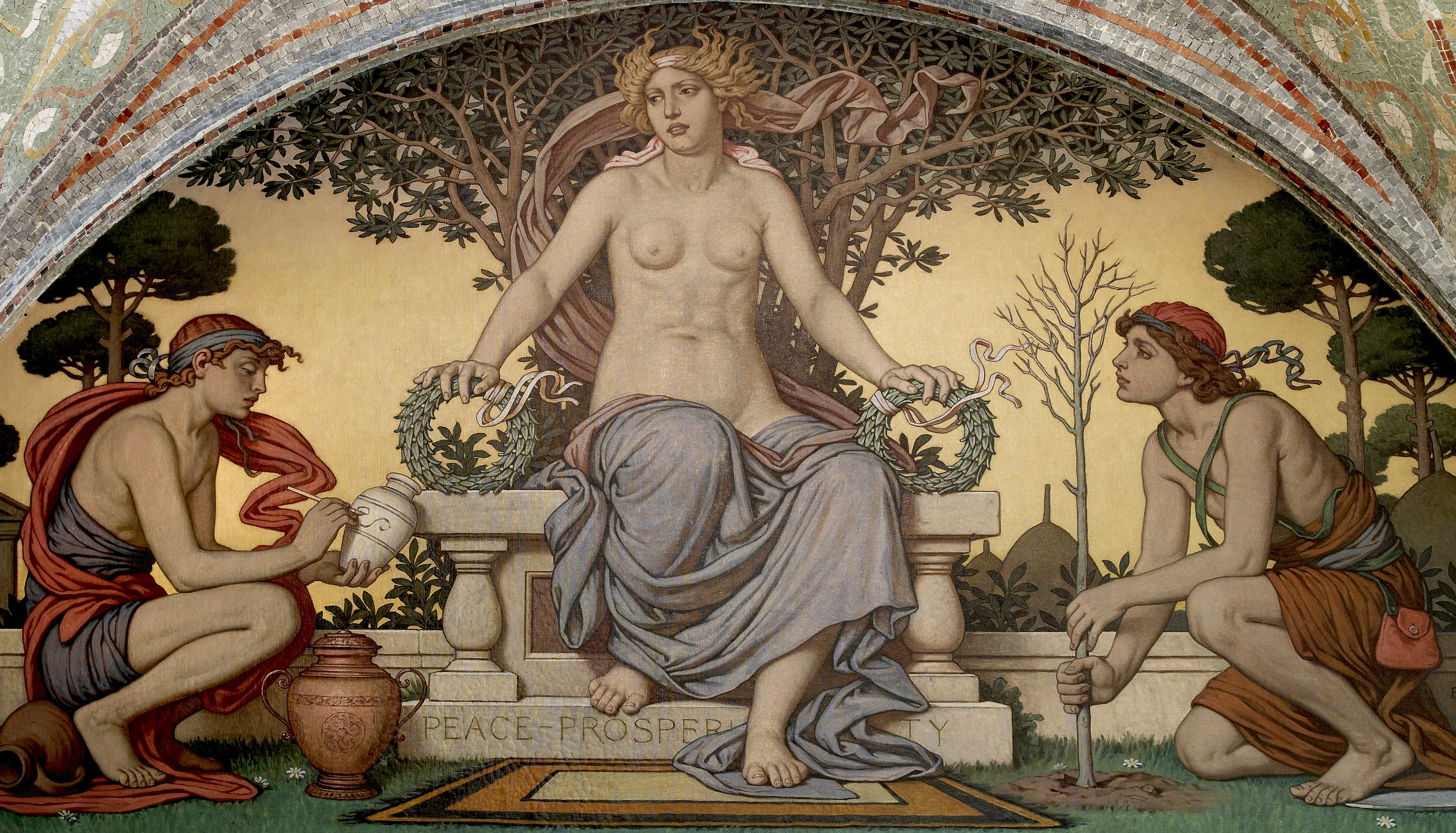
워싱턴 D.C. 토머스 제퍼슨 빌딩의 의회 도서관 엘리후 베더(1896년)에서 자세한 내용이 나왔다.

평화 및 갈등 연구는 폭력적이고 비폭력적인 행동과 폭력적이고 비폭력적인 사회 갈등을 수반하는 구조적 메커니즘을 확인하고 분석하는 학문 분야이다. 이는 보다 바람직한 인간 상태로 이어지는 과정을 더 잘 이해하기 위함이다. 하나의 변형인 평화 연구(irenology)는 분쟁의 예방, 격화, 해결을 목표로 하는 학제간 노력이다. 이것은 분쟁에서 효율적인 승리를 위한 전쟁 연구(polemology)와 대조된다. 이는 정치학, 지리학, 경제학, 심리학, 사회학, 국제관계학, 역사학, 인류학, 종교학, 성(性)학 등이 포함된다.

### 측정 및 순위
비록 평화는 무형의 것으로 널리 인식되고 있지만, 다양한 단체들은 평화를 계량화하고 측정하기 위해 노력해 왔다. 경제평화연구소가 산출하는 세계평화지수에 의하면, 폭력의 부재와 폭력의 공포의 부재에 대한 23가지 지표를 바탕으로 각국의 평화를 평가하려는 것으로 알려져 있다.
이 지수의 마지막 판은 163개국의 대내외 평화 수준에 대한 순위를 매겼다. 2017년 세계 평화 지수에 따르면, 아이슬란드는 세계에서 가장 평화로운 나라인 반면, 시리아는 가장 덜 평화로운 나라이다. 국제평화기금(Fund for Peace)에 의해 만들어진 취약국가지수는 178개국의 불안정과 폭력에 대한 위험에 초점을 맞추고 있다.이 지수는 국가의 정치, 사회 경제, 군사적 측면을 평가하는 12가지 지표와 하위 지표를 통해 국가가 얼마나 취약한지를 측정한다. 2015년 실패 국가 지수는 가장 취약한 국가는 남수단이고 가장 취약한 국가는 핀란드라고 보고한다. 메릴랜드 대학교는 평화를 측정하기 위해 평화와 분쟁의 불안정성 대장을 발간한다. 그것은 5개의 지표로 163개국을 평가하며, 3년 동안 정치적 불안이나 무력 충돌의 위험에 가장 주목한다. 가장 최근의 장부는 가장 평화로운 나라는 슬로베니아이며 반대로 아프가니스탄은 가장 갈등하는 국가이다.경제 평화 연구소, 평화를 위한 기금, 그리고 메릴랜드 대학의 위의 보고서들 외에도, 조지 메이슨 대학교을 포함한 다른 기관들은 평화적인 측면에서 국가들을 순위를 매기는 지표를 발표한다.

### 긴 요정
현재 존재하는 국가 중 가장 긴 평화와 중립 기간은 1814년 이후 스웨덴과 1815년 이후 공식적인 중립 정책을 펴온 스위스에서 관찰된다. 이는 유럽과 세계의 상대적인 평화 시기인 팍스 브리태니커(1815-1914), 팍스 유로파이아/팍스 아메리카나(1950년대 이후), 팍스 아토미카(1950년대 이후)에 의해 부분적으로 가능해졌다.
평화의 긴 기간의 다른 예들은 다음과 같다:
- 에도 시대(도쿠가와 막부라고도 함)의 고립 시대(1603년 ~ 1868년)
- 약 700년 ~ 950년 AD(터키 남동부), 카자르 칸국의 팍스 카자르카
- 로마 제국의 팍스 로마나(190년 또는 206년)

## 같이 보기
- 평화학(평화 연구)
- 분쟁
- 전쟁
- 평화를 원한다면 전쟁에 대비하라(en:Si vis pacem, para bellum, 'If you want peace, prepare for war')
- 힘을 통한 평화(영어판)
- 세계 평화

## 참고 문헌
- Sir Norman Angell. The Great Illusion. 1909
- Raymond Aron, Peace and War. London: Weidenfeld & Nicolson, 1966
- Hedley Bull. The Anarchical Society. Macmillan, 1977
- Sir Herbert Butterfield. Christianity, Diplomacy and War. 1952
- Martin Ceadel. Pacifism in Britain, 1914–1945: The Defining of a Faith. Oxford: Clarendon Press, 1980
- Martin Ceadel. Semi-Detached Idealists: The British Peace Movement and International Relations, 1854–1945. Oxford: Oxford University Press, 2000.
- Martin Ceadel. The Origins of War Prevention: The British Peace Movement and International Relations, 1730–1854. Oxford: Oxford University Press, 1996
- Martin Ceadel. Thinking about Peace and War. Oxford: Oxford University Press, 1987
- Inis L. Claude, Jr. Swords into Ploughshares: The Problems and Progress of International Organization. 1971
- Michael W. Doyle. Ways of War and Peace: Realism, Liberalism, and Socialism. W.W. Norton, 1997
- Sir Harry Hinsley. Power and the Pursuit of Peace. Cambridge: Cambridge University Press, 1962
- Andrew Hurrell. On Global Order. Oxford: Oxford University Press, 2008
- Immanuel Kant. Perpetual Peace. 1795
- Donald Markwell. John Maynard Keynes and International Relations: Economic Paths to War and Peace. Oxford: Oxford University Press, 2006.
- Donald Markwell. "Instincts to Lead": On Leadership, Peace, and Education. Connor Court, 2013
- Hans Morgenthau. Politics Among Nations. 1948
- Steven Pinker. The Better Angels of Our Nature: Why Violence Has Declined. Viking, 2011
- Sir Alfred Eckhard Zimmern. The League of Nations and the Rule of Law. Macmillan, 1936
- Kenneth Waltz. Man, the State and War. Princeton: Princeton University Press, 1978
- Michael Walzer. Just and Unjust War. Basic Books, 1977
- J. Whalan. How Peace Operations Work. Oxford University Press, 2013
- Martin Wight. Power Politics. 1946 (2nd edition, 1978)
- Letter from Birmingham Jail by Rev. Martin Luther King Jr.
- "Pennsylvania, A History of the Commonwealth," esp. pg. 109, edited by Randall M. Miller and William Pencak, The Pennsylvania State University Press, 2002
- Peaceful Societies, Alternatives to Violence and War 보관됨 2022-04-12 - 웨이백 머신 Short profiles on 25 peaceful societies.
- The Path to Peace, by Laure Paquette
- Prefaces to Peace: a Symposium [i.e. anthology], Consisting of [works by] Wendell L. Willkie, Herbert Hoover and Hugh Gibson, Henry A. Wallace, [and] Sumner Welles. "Cooperatively published by Simon and Schuster; Doubleday, Doran, and Co.; Reynal & Hitchcock; [and] Columbia University Press", [194-]. xii, 437 p.